# 玉上琢弥
玉上 琢弥（たまがみ たくや、1915年3月24日 - 1996年8月30日）は、日本の国文学者。谷崎潤一郎の『源氏物語』現代語訳の監修者であり、自身も『源氏物語』の現代語訳を完成させた。学位は、文学博士（京都大学）。大阪女子大学名誉教授。

## 経歴
東京生まれ。旧制浪速高等学校卒業後、京都帝国大学国文科で、澤瀉久孝の教えを受ける。京都帝国大学国文科卒業。1939年、同大学院在学中、『源氏物語』現代語訳を完成した谷崎潤一郎が京大国文科の招きで話をした時に連なっていた。戦後、京大国文科助手を務めていた1951年から、谷崎の新訳の手伝いをし、事実上の監修者となった。その時期すでに「源氏物語音読論」を書いており、後の谷崎版の新々訳が「ですます」体になったのは、玉上の影響ではないかと言われている。
大阪女子大学助教授、1952年に教授、1962年「源氏物語研究」で京都大学文学博士、1979年定年退官、名誉教授、大谷女子大学教授。自身で『源氏物語』の現代語訳を成し遂げ、国文学者による現代語訳で最も長く重版されている。

## 著書
- 『源氏物語の引き歌』中央公論社, 1955
- 『紫式部』金子書房(少年少女新伝記文庫） 1956
- 『物語文学』塙書房, 1960
- 『源氏物語入門』新潮社, 1972
- 『王朝人のこころ』講談社現代新書, 1975
- 『古今和歌集』桜楓社, 1976
- 『源氏物語音読論』岩波現代文庫 2003

### 校注・編著
- 源氏物語 第1 桐壷 新日本図書, 1949
- 源氏物語全釈 夕顔,若紫 紫乃故郷舎, 1950
- 評釈源氏物語 学生社, 1957
- 日本古典鑑賞講座 第4巻 源氏物語 角川書店, 1957
- 蜻蛉日記 本文篇 柿本奨共編 古典文庫, 1961
- 源氏物語評釈 全12巻別巻2 角川書店, 1964 - 1969
- 現代語訳源氏物語 全10冊 角川文庫 1964 - 1975、のち角川ソフィア文庫

### 単行本未収録
- 「「谷崎源氏」をめぐる思い出(上)」『大谷女子大国文』第16号、1986年3月
- 「「谷崎源氏」をめぐる思い出(中)」『大谷女子大国文』第17号、1986年12月
- 「「谷崎源氏」をめぐる思い出(下)」『大谷女子大国文』第18号、1988年6月

## 参考
- コトバンク
- 伊吹和子『われよりほかに　谷崎潤一郎最後の十二年』講談社、1994　のち文芸文庫